# إنسينو (نيومكسيكو)
إنسينو (بالإنجليزية: Encino, New Mexico) هي منطقة سكنية تقع في الولايات المتحدة في مقاطعة تورانس، نيومكسيكو. يقدر عدد سكانها بـ 94 نسمة ومساحتها 5.2 كم2 وترتفع عن سطح البحر 1,865 متر.